# Souanyas
Souanyas – miejscowość i gmina we Francji, w regionie Oksytania, w departamencie Pireneje Wschodnie.
Według danych na rok 1990 gminę zamieszkiwało 45 osób, a gęstość zaludnienia wynosiła 9 osób/km² (wśród 1545 gmin Langwedocji-Roussillon Souanyas plasuje się na 855. miejscu pod względem liczby ludności, natomiast pod względem powierzchni na miejscu 1012.).